# Болл, Сьюзан
Сью́зан Болл (англ. Suzan Ball; 3 февраля 1934, Джеймстаун, Нью-Йорк, США — 5 августа 1955, Беверли-Хиллз, Лос-Анджелес, Калифорния, США) — американская актриса и певица.

## Биография

### Ранние годы
Сьюзан Болл родилась 3 февраля 1934 года в Джеймстауне (Нью-Йорк, США). В 1941 году семья Сьюзан переехала в Голливуд. Она была троюродной сестрой актрисы Люсиль Болл (1911—1989).

### Карьера
В 1948—1953 года Сьюзан пела в оркестре вместе с Мелом Бейкером.
В 1952 году Сьюзан начала сниматься в кино и в свой первый год работы снялась в 4-х фильмах: «Аладдин и его лампа», «Весь мир в его объятиях», «Непокорённый пограничный» и «Американский пират». В последний раз она появилась в кино в 1955 году в фильме «Главная сумасшедшая лошадь». Всего за 3 года своей актёрской карьеры Болл снялась в 9-ти фильмах.

### Личная жизнь, проблемы со здоровьем и смерть
В 1952 году на съёмках фильма «Непокорённый пограничный» у Сьюзан завязался роман с актёром Скоттом Брейди (1924—1985), они планировали пожениться, но вскоре расстались.
В 1953 году на съёмках фильма «Восток Суматры» у неё завязался роман с женатым актёром Энтони Куинном (1915—2001), но через год отношений они расстались.
В этом же 1953 году на съёмках фильма «Воинская стрела» Сьюзан получила серьёзную травму ноги и в ней образовалась опухоль. В то же время она поскользнулась у себя дома на пролитой воде и сломала ногу. Актрисе была проведена безуспешная операция, ногу в результате пришлось ампутировать.
В декабре 1953 года Сьюзан помолвилась с актёром Ричардом Лонгом (1927—1974), а 4 апреля 1954 года они поженились в Санта-Барбаре. На свадьбе присутствовали такие знаменитости как: Рок Хадсон, Тони Кёртис, Джанет Ли и другие.
В июле 1954 года после потери сознания Сьюзан была экстренно госпитализирована. В больнице ей диагностировали рак лёгких. 5 августа 1955 года рак победил — 21-летней актрисы не стало. Она была похоронена на кладбище Форест-Лаун.